# Charles Wesley Peters
Charles Wesley Peters (ur. 1889, zm. ?) – amerykański pionier lotnictwa, określany jako pierwszy Afroamerykanin, który pilotował samolot oraz zaprojektował i zbudował własny samolot.

## Życiorys
Urodził się w Wirginii w 1889 jako drugi syn Johna i Jemimy Peters. Jego rodzice przenieśli się do Karoliny Północnej, kiedy Peters miał cztery lata.
W młodości Peters interesował się ówczesnymi postępami aeronautyki. Kiedy w 1903 bracia Wright odbyli pierwszy lot na cięższej od powietrza maszynie, uchodzący na ekscentryka i wariata 14-letni Peters zaprojektował już i zbudował wiele latawców, latawców skrzynkowych i innych skrzydlatych maszyn. W 1906 zbudował szybowiec, na którym w tymże roku odbył swój pierwszy lot o długości około stu jardów (ok. 30 metrów). Po udanym locie szybowcowym Peters zaczął projektować i w 1911 zbudował swój pierwszy samolot. Maszyna miała około 40 stóp rozpiętości (ok. 13 metrów) i napędzana była silnikiem samochodowym, samolot Petersa przebywał w powietrzu do dwunastu minut. Pierwsza maszyna Petersa spłonęła, ale Peters zbudował drugi samolot, choć nie wiadomo, czy jego druga konstrukcja kiedykolwiek wzbiła się w powietrze.
Peters uznawany jest za pierwszego afroamerykańskiego pilota i konstruktora lotniczego.